# Rie Jamakiová
Rie Jamakiová (japonsky 山木 里恵, * 2. října 1975 Čiba) je bývalá japonská fotbalistka.

## Reprezentační kariéra
Za japonskou reprezentaci v letech 1993 až 1999 odehrála 50 reprezentačních utkání. Byla členkou japonské reprezentace i na Mistrovství světa ve fotbale žen 1995, 1999 a Letních olympijských hrách 1996.

## Statistiky
| Japonsko | Japonsko | Japonsko |
| Roky     | Záp.     | Góly     |
| -------- | -------- | -------- |
| 1993     | 4        | 0        |
| 1994     | 6        | 0        |
| 1995     | 10       | 0        |
| 1996     | 10       | 0        |
| 1997     | 7        | 2        |
| 1998     | 8        | 2        |
| 1999     | 5        | 0        |
| Celkem   | 50       | 3        |

## Úspěchy

### Reprezentační
- Mistrovství Asie:  1995;  1993, 1997